# Armenia la Concursul Muzical Eurovision
Armenia a debutat la Concursul Muzical Eurovision în 2006. Ea a participat până acum de 17 ori. Armenia este prima țară caucaziană care participă la concursul Eurovision, Georgia debutând în 2007, iar Azerbaidjan în 2008. Cel mai bun rezultat este un loc 4 în 2008, egalat în 2014.

## Istoric

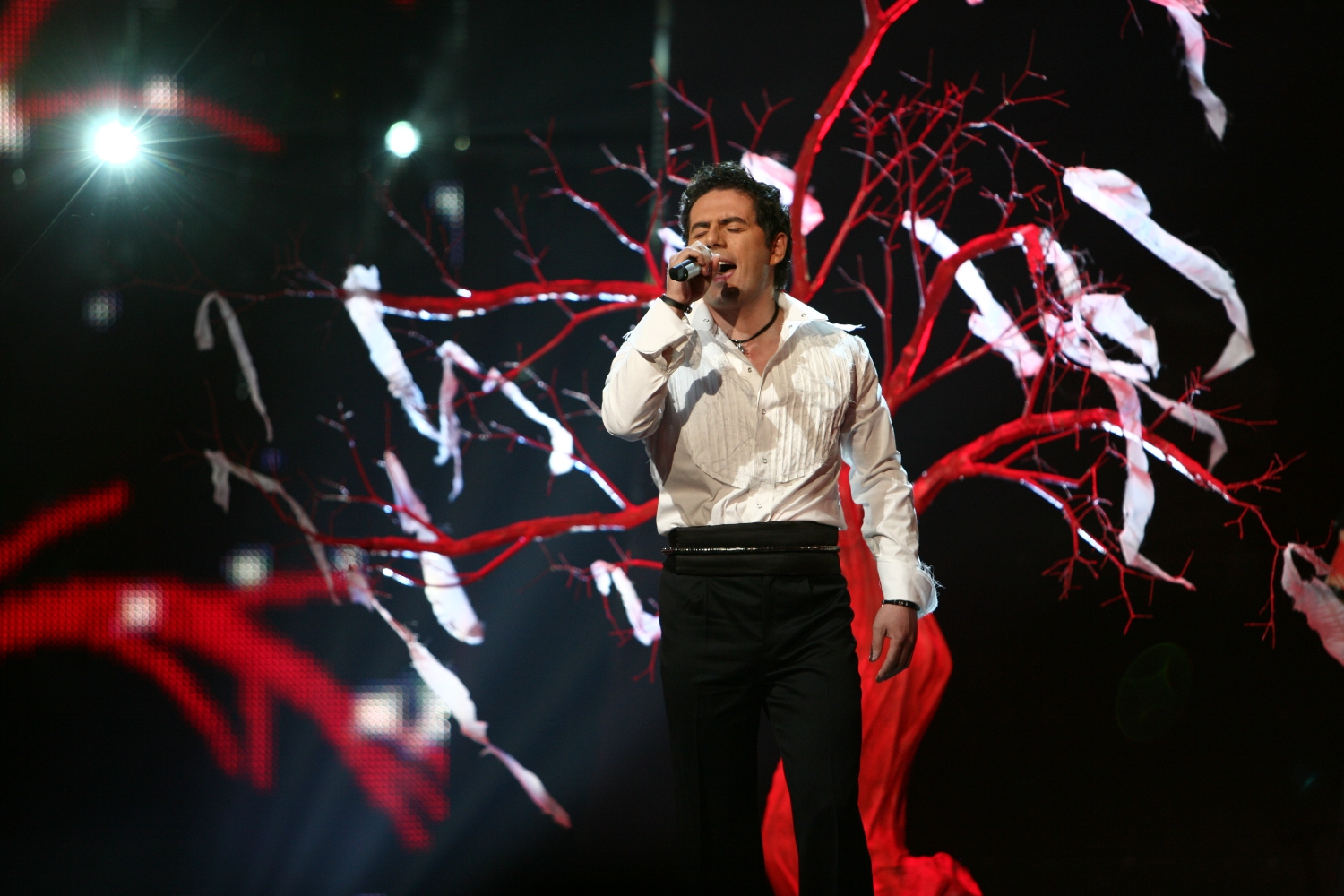
Hayko la Helsinki (2007)

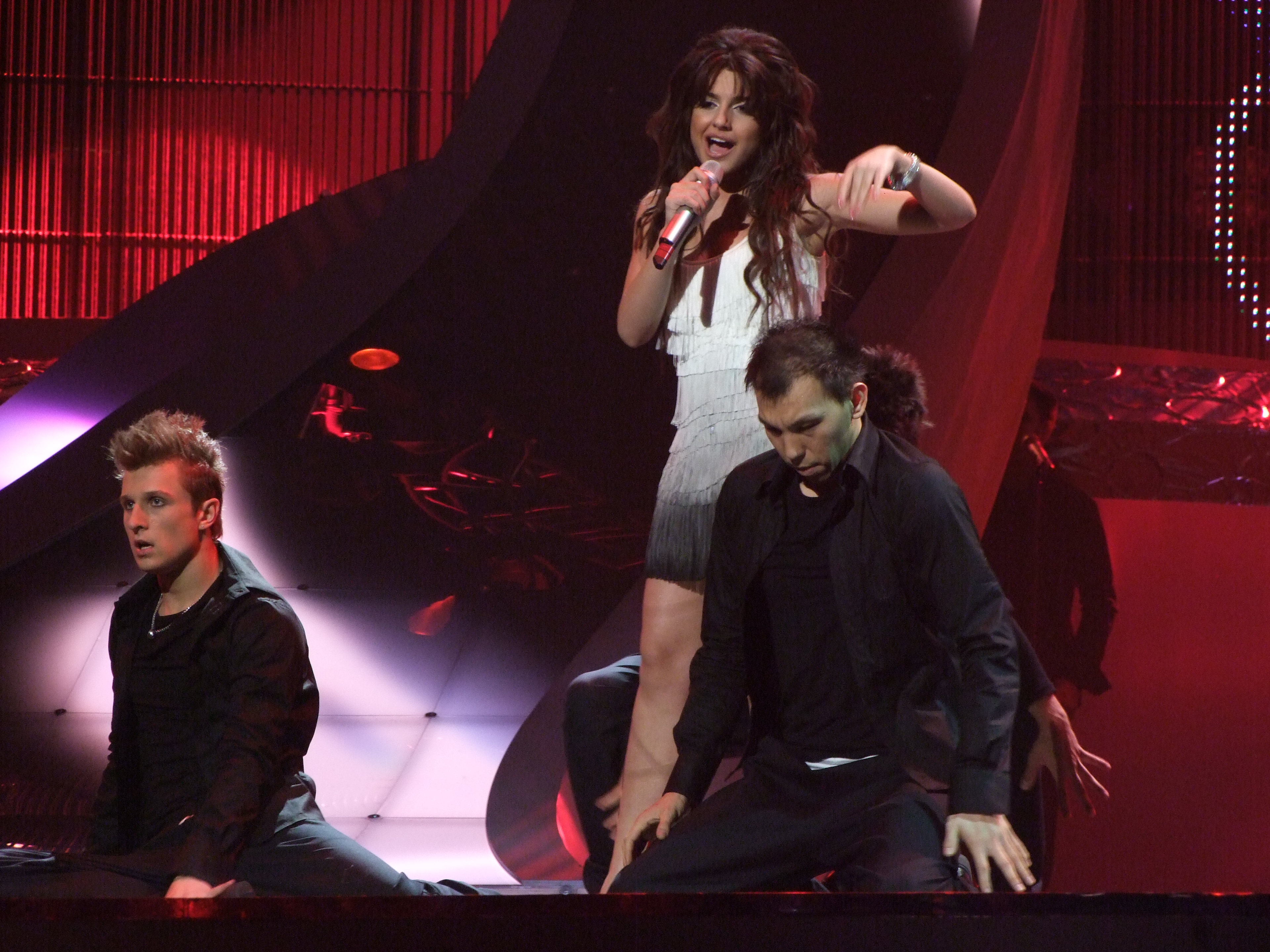
Sirusho la Belgrad (2008)

### Debutul din 2006
Armenia a debutat la Eurovision în anul 2006 fiind reprezentată de Andre, un cântăreț de origine azeră. Acesta a interpretat melodia Without Your Love care s-a clasat pe locul 8 cu 129 de puncte.

### 2007
În 2007 Hayko a câștigat biletul spre Helsinki, anul trecut Armenia s-a clasat în top 10 ceea ce însemna că Armenia avea să participe direct în finală, unde a obținut tot locul 8.

### 2008
În anul 2008, Armenia a fost reprezentată de Sirusho, care a luat locul 4 în Serbia, fiind primul reprezentant al Armeniei la Eurovision de sex feminin și obținând și cel mai bun punctaj de până acum - 199 de puncte. Sirusho a mai obținut și cele mai multe puncte de 12 din concurs depășindu-l pe Dima Bilan, câștigătorul Eurovisionului 2008.

### 2009
În anul 2009 Armenia a fost reprezentată de duo-ul de surori Inga și Anush Arshakyan. Ele au ocupat locul 10 în finală cu un total de 92 de puncte și locul 5 în prima semifinală având un total de 99 de puncte.

### 2010
În anul 2010, Armenia a ales-o pe Eva Rivas să o reprezinte. Aceasta a participat în semifinala 2 din 27 mai și s-a calificat în finală, obținând locul 7 cu 141 puncte.

### 2011
În 2011, Armenia a selectat-o pe Emmy să o reprezinte, însă ea a ratat finala cu 1 punct, obținând 54 de puncte, fiind de altfel, până acum, singurul reprezentant al Armeniei care nu se califică în finală.

### 2012
Deși s-a zvonit că nu participă, din cauza faptului că urmatorul concurs are loc în Azerbaidjan, cu care Armenia nu este în relații bune, țara și-a confirmat participarea pentru 2012. Pe data de 7 martie 2012, Armenia și-a confirmat retragerea din concurs, pentru faptul că aceasta nu are relații bune cu țara gazdă, Azerbaidjan, din cauza teritoriului disputat de cele două țări, Nagorno-Karabah.

### 2013

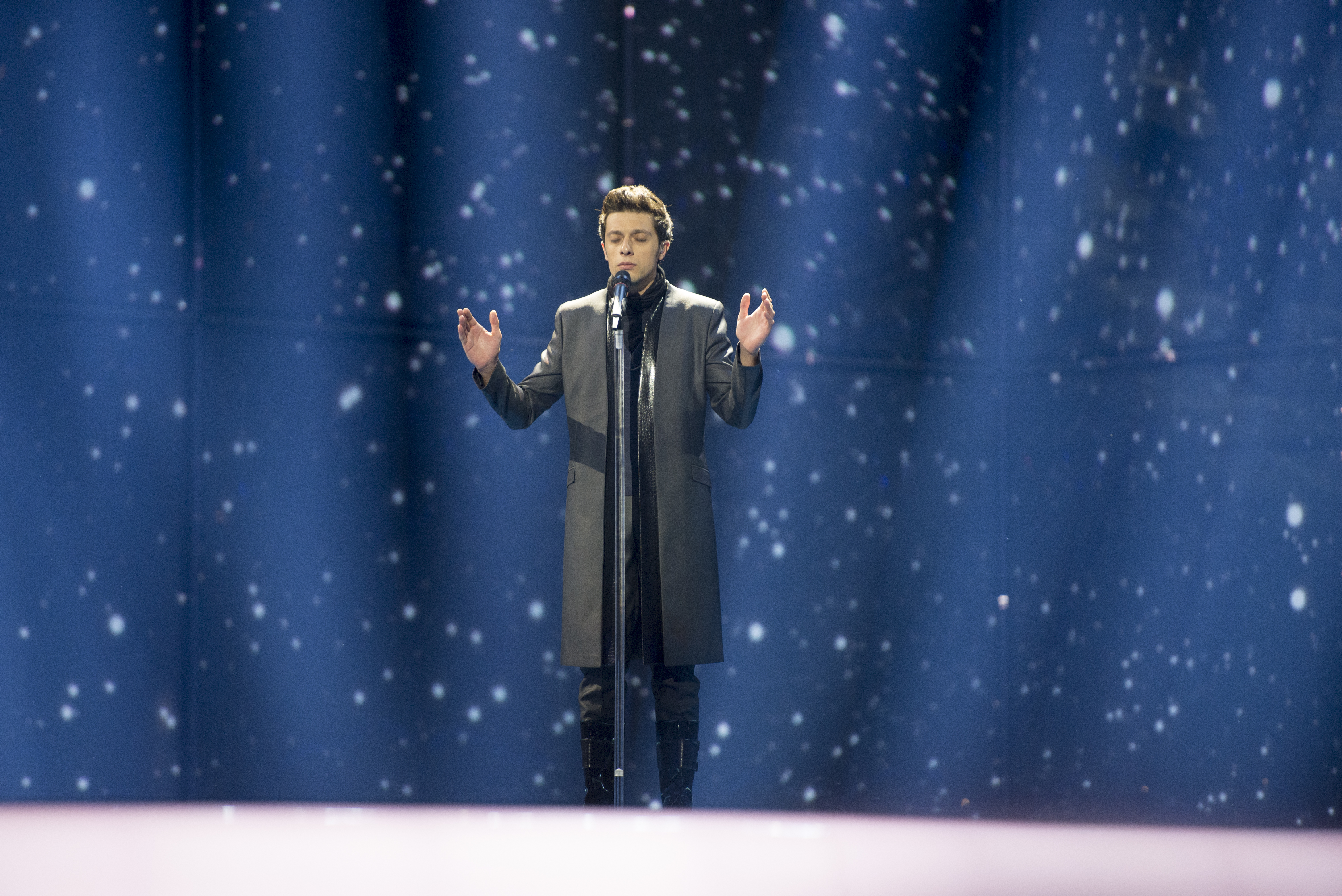
Aram MP3 la Copenhaga (2014)

Deși a renunțat, anul precedent, să participe, Armenia și-a confirmat participarea la concursul din 2013.

### 2014
În 2014, Aram MP3 a reprezentat Armenia și el a egalat performanta lui Sirusho din 2008, obținând locul 4, de data aceasta cu 174 de puncte.

## Participări
| An   | Locație    | Artist           | Titlu               | Finală           | Puncte           | Semi                  | Puncte                |
| ---- | ---------- | ---------------- | ------------------- | ---------------- | ---------------- | --------------------- | --------------------- |
| 2006 | Atena      | André            | „Without Your Love” | 8                | 129              | 6                     | 150                   |
| 2007 | Helsinki   | Hayko            | „Anytime You Need”  | 8                | 138              | Top 10 de anul trecut | Top 10 de anul trecut |
| 2008 | Belgrad    | Sirusho          | „Qélé, Qélé”        | 4                | 199              | 2                     | 139                   |
| 2009 | Moscova    | Inga și Anush    | „Jan Jan”           | 10               | 92               | 5                     | 99                    |
| 2010 | Oslo       | Eva Rivas        | „Apricot Stone”     | 7                | 141              | 6                     | 83                    |
| 2011 | Düsseldorf | Emmy             | „Boom - Boom”       | Nu s-a calificat | Nu s-a calificat | 12                    | 54                    |
| 2013 | Malmö      | Dorians          | "Lonely Planet"     | 18               | 41               | 7                     | 69                    |
| 2014 | Copenhaga  | Aram MP3         | "Not Alone"         | 4                | 174              | 4                     | 121                   |
| 2015 | Viena      | Genealogy        | "Face The Shadow "  | 16               | 34               | 7                     | 77                    |
| 2016 | Stockholm  | Iveta Mukuchyan  | "LoveWave"          | 7                | 249              | 2                     | 243                   |
| 2017 | Kiev       | Artsvik          | "Fly With Me"       | 18               | 79               | 7                     | 152                   |
| 2018 | Lisabona   | Sevak Hanaghian  | "Qami"              | Nu s-a calificat | Nu s-a calificat | 15                    | 79                    |
| 2019 | Tel Aviv   | Srbuk            | "Walking Out"       | Nu s-a calificat | Nu s-a calificat | 16                    | 49                    |
| 2020 | Rotterdam  | Athena Manoukian | "Chains on You"     | Anulat           | Anulat           | Anulat                | Anulat                |
| 2022 | Torino     | Rosa Linn        | "Snap"              | 20               | 61               | 5                     | 187                   |
| 2023 | Liverpool  | Brunette         | "Future Lover"      | 14               | 122              | 6                     | 99                    |
| 2024 | Malmö      | Ladaniva         | "Jako" (Ժակո)       | 8                | 183              | 3                     | 137                   |
| 2025 | Basel      | Parg             | "Survivor"          | 20               | 72               | 10                    | 51                    |